# جون برادفيلد
جون برادفيلد (بالإنجليزية: John Bradfield)‏ هو مهندس أسترالي، ولد في 26 ديسمبر 1867 في بريزبان في أستراليا، وتوفي في 23 سبتمبر 1943 في سيدني في أستراليا.

## وصلات خارجية
- جون برادفيلد على موقع الموسوعة البريطانية (الإنجليزية)